# Chlorid vanadičitý
Chlorid vanadičitý, VCl4, je červená olejovitá a jedovatá kapalina, která se využívá jako výchozí látka pro přípravu dalších sloučenin vanadu. V kapalném i plynném stavu se skládá z tetraedrických molekul.

## Syntéza a vlastnosti
Chlorid vanadičitý se připravuje chlorací kovového vanadu. To je umožněno tím, že plynný chlor není dost silným oxidačním činidlem, aby vznikal chlorid vanadičný.
Protože má vanad o jeden valenční elektron více než titan, je chlorid vanadičitý, na rozdíl od titaničitého, paramagnetický. Je to jedna z mála paramagnetických sloučenin, která je za laboratorní teploty kapalná.

## Reakce
Díky silným oxidačním vlastnostem dokáže reakcí s HBr při teplotě −50 °C uvolnit elementární brom. Meziproduktem je VBr4, který při ohřevu na laboratorní teplotu uvolňuje brom:
2 VCl4 + 8 HBr → 2 VBr3 + 8 HCl + Br2
Vytváří adukty s donorovými ligandy, např. THF:
VCl4 + 2 THF → VCl4(THF)2
Je prekurzorem pro přípravu vanadocen dichloridu.

## Využití
Chlorid vanadičitý se využívá jako katalyzátor polymerací alkenů, zejména pro využití v gumárenském průmyslu

## Bezpečnost
VCl4 je těkavá, agresivní kapalina s oxidačními účinky. Při styku s vlhkostí uvolňuje HCl.